# Джачинто Боско
Джачинто Боско (італ. Giacinto Bosco; 25 січня 1905 Санта-Марія-Капуа-Ветере, Кампанія — 11 жовтня 1997 , Рим) — італійський юрист і політик, член Християнсько-демократичної партії, міністр у складі декількох італійських урядів (1960-1972).

## Життєпис
Народився 25 січня 1905 року в Санта-Марія-Капуа-Ветере. З 1932 року — професор міжнародного права у Флорентійському університеті, пізніше — в Римському, видавав журнал «Rivista di studi politici internazionali».
З 1948 по 1972 рік був сенатором Італійської Республіки перших шести скликань, незмінно представляючи Кампанію, при цьому в 1972 році пішов у відставку 18 липня, будучи обраним 7 травня.
Був молодшим статс-секретарем Міністерства оборони Італії з 9 липня 1955 по 19 травня 1957 року в першому уряді Антоніо Сеньї, потім — з 23 травня 1957 по 1 липня 1958 року Адоні Дзола.
Міністр освіти з 26 липня 1960 по 21 лютого 1962 року — в третьому уряді Амінторе Фанфані.
Міністр помилування і юстиції Італії — з 21 лютого 1962 по 21 червня 1963 року в четвертому уряді Фанфаном і потім до 4 грудня 1963 року — в першому уряді Джованні Леоне.
Міністр праці і соціального забезпечення Італії — з 4 грудня 1963 по 22 липня 1964 року в першому уряді Альдо Моро, потім з 23 лютого 1966 по 24 червня 1968 року — в третьому уряді Моро і до 12 грудня 1968 року — в другому уряді Леоне.
Міністр без портфеля зі спеціальними повноваженнями — з 12 грудня 1968 по 5 серпня 1969 року в першому уряді Маріано Румор.
Міністр фінансів — з 5 серпня 1969 по 27 березня 1970 року під другому уряді Румора.
Міністр без портфеля з повноваженнями в області приватних політичних завдань і координації політики зі спеціальним дорученням очолити італійську делегацію в ООН — з 27 березня по 3 червня 1970 року в третьому уряді Румора.
Міністр пошти і телекомунікацій з 9 червня по 6 серпня 1970 року — в третьому уряді Румора, потім до 17 лютого 1972 року — в уряді Еміліо Коломбо і до 24 червня 1972 року — в першому уряді Джуліо Андреотті.
З 1972 по 1976 рік був заступником голови Вищої ради магістратури Італії, з 1976 по 1988 рік — член Суду Європейського союзу.

### Смерть
Після тривалої хвороби помер в одній з римських лікарень 11 жовтня 1997 року.

## Праці
- «Зв'язки і конфлікти між міжнародними юрисдикціями» (італ. Rapporti e conflitti fra giurisdizioni internazionali, Рим, 1932)
- «Курс приватного міжнародного права» (італ. Corso di diritto internazionale privato, Рим, 1940)

## Нагороди
- Кавалер Великого Хреста ордена «За заслуги перед Італійською Республікою» (12 жовтня 1972)[5]
- Золота медаль «За внесок у розвиток культури і мистецтва» (2 червня 1962)[6]